# Ирра
Ирина Русева, известна под псевдонима Ирра, е българска поп-певица.

## Биография
Родена като Ирина Русева на 11 март 1977 г. в гр. Бургас. За първи път стъпва на голямата сцена на 6-годишна възраст. Завършва музикално училище „Проф. Панчо Владигеров“, гр. Бургас със специалност „Виола“ през 1995 г.
През 2000 г. се дипломира със специалност „Джаз и поп пеене“ в Държавната музикална академия „Проф. Панчо Владигеров“, като участва пред изпитната комисия с цигански оркестър.
Дебютният ѝ албум „ИРРА“ излиза през 1998 г. Песента „Летен грях“ от албума става хит и заедно с видеоклипа към нея се радва на голям успех сред публика и медии.
Ирра е подгряваща певица в първия концерт на Антик в България през август 2000 г. в София.
Записва дует с DJ Bobo – „Търся пътя към теб“, включен в неговия албум „Planet Colors“, издаден в България на аудио касета и компакт-диск от КА Мюзик, 2001 г.
Певицата участва във второто издание на денс-фестивала „АXe-travaganza“ през юли 2001 г.
Била е на „кориците“ на популярни български списания: „Егоист“, „Ева“, „Всичко за Жената“, „Мода“, „Блясък“, „За Мен“, „Ревю“, „Ритъм“ и други.
Номинирана за „Дебют“ и „Поп песен“ през 1999 г., за „Най-добър женски вокал“ за 2000 г. на Годишните музикални награди на Телевизия ММ, както и за БГ изпълнителка и БГ песен за „Необяснимо“ на Годишните музикални награди на БГ Радио за 2001 г.
На 1 юни 2001 г. Ирра подписва договор с музикална компания КА Мюзик.
Песента „Тайни“ е кавър на диско хита от 1979 г. Knock On Wood на Ейми Стюърт. Българската версия е по текст на Ивайло Вълчев. Аранжиментът на песента е дело на Мага. Видеоклипът към песента е режисиран от Георги Тошев, а хореографията на танците в него са дело на Руши Видинлиев. 
„Тайни“ е пет последователни седмици на 2 място в БЪЛГАРСКИЯТ ТОП 100 /официална национална класация за най-излъчвани български песни/. Песента се задържа цели 28 седмици е в челната двайсетица на класацията.
Последният албум на Ирра, озаглавен „Цветният албум“, се появява на музикалния пазар през ноември 2002 г. Съдържа 10 песни. Авторите на песните в албума са много: дует „Каризма“, Стенли, Ваня Щерева, Мага, Гаро, Ивайло Вълчев, Георги Красимиров – Герасим, Фичо и Данчо от Phuture Шок, Боби Мирчев, Сашко Тодоров. В албума има още един кавър. Той е на песента „Ring My Bell“ в оригинално изпълнение на Анита Уорд. Българският вариант се нарича „Затвори очи“, български текст: Румен Гайдев – Гаро, аранжимент: Сашко Тодоров. Визуалното оформление на обложката на албума и плакатът са дело на списание „За мен“ и по-специално на талантливия Росен Йорданов. Фотосесията е направена от Делян Марков.
Песента „Няма никой друг“, която е със специалното участие на Мага, е по текст на Гергана Турийска, музиката и аранжиментът са дело на Мага, а записите са осъществени в „Black Pepper’s Studio“.
Режисьор на видеоклипа е Георги Тошев, а оператор – Александър Моллов. Видеото на „Няма никой друг“ е решено в черно-бяла визия. 
След тригодишна пауза от музикалната сцена през 2006 г. Ирра се завръща с нова песен. Песента се казва „За мен“. Музиката и аранжиментът са на Мага, а за текстът – на Гергана Турийска. Песента е издържана в модерен денс стил, като впечатление прави и запомнящият се китарен риф, с който започва изпълнението.
Веднага след записа на песента Ирра прави и видеоклип към изпълнението. Снимките по него са направени за два дни. За целта са използвани две отделни локации. Режисьор на видеоклипа е Васил Стефанов.

## Дискография

### Студийни албуми
- Ирра (1998) – продуцент и издател: Маркос Мюзик
- Цветният албум (2002) – продуценти: Ирра и Ка мюзик, издател: Ка мюзик

### Други песни
1. Търся пътя към теб (The way to your heart) – дует с DJ Bobo (2001)
2. За теб (2003)
3. За мен (2006)
4. Секунда време (2015)
5. Жълто-лилава сянка – ремикс (2016)
6. Искам  - version'22 (2022)